# Zurich Open 2005
Zurich Open 2005 — жіночий тенісний турнір, що проходив на закритих кортах з твердим покриттям. Це був 22-й турнір known as the Zurich Open, and was part of the Tier I Series в рамках Туру WTA 2002. Відбувся Hallenstadion in Zürich, Швейцарія, з 17 жовтня до 23 жовтня 2002 року. Перша сіяна Ліндсі Девенпорт здобула титул в одиночному розряді.

## Фінальна частина

### Одиночний розряд
Ліндсі Девенпорт —  Патті Шнідер, 7–6(7–5), 6–3

### Парний розряд
Кара Блек /  Ренне Стаббс —  Даніела Гантухова /  Ай Суґіяма, 6–7(6–8), 7–6(7–4), 6–3